# Donnell Rawlings
Donnell M. Rawlings (ur. 6 września 1968) – amerykański aktor i komik. Znany jest głównie z występów w takich serialach jak Chappelle’s Show i Prawo ulicy.

## Wybrana filmografia
- 1998: Prawo i porządek – Etienne
- 2002: Spider-Man 2 – mężczyzna na ulicy
- 2002–2008: Prawo ulicy – Damien „Day-Day” Price
- 2003: Brygada ratunkowa – Tony
- 2003: Prawo i porządek: Zbrodniczy zamiar – Don
- 2003–2004: Chappelle’s Show – różne postacie
- 2015: Black Jesus – on sam
- 2016: Saturday Night Live – Piękniś
- 2019: The Last O.G. – Duke
- 2019: It’s Bruno! – Carl
- 2020: Co w duszy gra – Dez (głos)